# كيث فلاورز
كيث فلاورز (بالإنجليزية: Keith Flowers)‏ هو لاعب كرة قدم أمريكية أمريكي، ولد في 24 أبريل 1930 في بيريتون في الولايات المتحدة، وتوفي في 12 نوفمبر 1993 في بلينو في الولايات المتحدة.

## وصلات خارجية
- كيث فلاورز على موقع مرجع كرة القدم المحترفة.كوم (الإنجليزية)
- كيث فلاورز على موقع JustSportsStats.com (الإنجليزية)